# Quam aerumnosa
Quam aerumnosa ist eine Enzyklika von Papst Leo XIII., die am 10. Dezember 1888 veröffentlicht wurde. Sie trägt den Untertitel: „Über die italienischen Immigranten in Amerika“.

## Einwanderer in Amerika
Der Papst beschreibt die Schwierigkeiten, die für die italienischen Einwanderer in den Staaten von Amerika entstehen. Es sei sehr schwierig, sich in diesem Land einzubürgern, dessen Sprache zu sprechen  und Arbeit zu finden, deshalb bedürfen sie der besonderen Fürsorge durch die Kirche. Es fehle aber an ausgebildeten Priestern und somit bestehe die Gefahr, dass die Sakramente nicht in der vorgeschriebenen Art ausgeführt werden können.

## Die Pflicht der Kirche
Leo XIII. erklärt, dass hierdurch eine besondere Pflicht für die Hirten der Gemeinde entstehe und diese Sache in der Congregatio de Propaganda Fides bereits diskutiert wurde und dass man den Entschluss gefasst habe, Priester aus Italien nach Amerika zu entsenden. Es sei beabsichtigt, bereits unter den Studenten für die Evangelisierungsaufgabe zu werben und die Ausbildung auch auf Hinsicht der Sprache zu gestalten.

## Sprachprobleme
Kardinal Diomede Falconio (1842–1917) griff diese Enzyklika auf, als er sich 1902 als apostolischer Delegierter in den Staaten von Amerika aufhielt. Aus dieser Enzyklika  erinnerte er besonders an die sprachlichen Probleme der italienischen Einwanderer und forderte, dass zum Beispiel Priester und Bischöfe aus dieser ethnischen Minderheit hervorgehen müssten, es sei als geringste Voraussetzung erwünscht, dass sie mindestens die Sprache der Minorität sprechen könnten.